# عبد المنعم النمر
عبد المنعم النمر (1913 – 3 يونيو 1991) هو عالم دين سني مصري من علماء الأزهر الشريف، ومفكر إسلامي. تولى وزارة الأوقاف المصرية، كما أنه كان عضوا في مجمع البحوث الإسلامية. كتب حول الثقافة والتاريخ في الإسلام، ودافع عن أصالة الثقافة الإسلامية في مقابل الغزو الفكري الغربي.

## حياته ونشأته
من مواليد قرية الخرزاني مركز دسوق عام 1913م. تخرج في كلية أصول الدين سنة 1939 ثم حصل علي العالمية وعين مدرسا بكلية اللغة العربية وحصل علي الدكتوراة عام 1972م. عين وزيرا للأوقاف سنة 1979م. له عدة مؤلفات منها: (الإسلام والشيوعية – الإسلام والغرب - وجها لوجه – الشيعة – المهدي – الدروز – الاجتهاد). توفي عام 1991م.

## مسيرته
تدرج الشيخ عبد المنعم النمر في عديد المناصب العلمية والدينية حيث تولى التدريس في المعاهد الأزهرية وكليات جامعة الأزهر كما درس في الهند والكويت والإمارات وأصبح وكيلا للأزهر ووزيرا للأوقاف. وانتدب للإشراف على دورات تدريبية لإعداد الأئمة والوعاظ والدعاة في دول الخليج وكلف بإصدار مجلة الوعي الإسلامي الكويتية ومنار الإسلام بدولة الإمارات فجعل منهما منبرا للفكر الإسلامي والصحافة الدينية المتطورة في إخراجها الدسمة في مضمونها.
ولم تشغله هذه المناصب والمهمات العلمية والوعظية ثم السياسية (الوزارة) والنيابية حيث ظل لعدة سنوات رئيسا للجنة الدينية بمجلس الشعب المصري عن العطاء العلمي الجاد في مختلف مجالات الثقافة الإسلامية فقد ألف في أصول الإسلام من كتاب وسنة وألف في المذاهب والنظريات الوافدة من الثقافات الأخرى. وألف حول الشيعة ورفض كثيرا من أفكارهم
وفي السنوات الأخيرة من عمره أولى الشيخ عبد المنعم النمر مسألة الاجتهاد كل اهتمامه وعنايته ودعا في أبحاثه ودراساته إلى ضرورة فتح باب الاجتهاد ونبذ التقليد وأدلى بدلوه في عديد القضايا الشائكة مثل المعاملات المصرفية والبنكية وتحديد النسل وضرورة الاعتماد على الحساب في تحديد أوائل الأشهر القمرية إلى غير ذلك من القضايا الشائكة.
وقد تسببت بعض المواقف الجريئة والشجاعة للشيخ عبد المنعم النمر في هجمات صحفية عنيفة من البعض الذين اختلفوا معه في أفكاره وتوجهاته.
وكانت للشيخ عبد المنعم النمر على أعمدة الجرائد المصرية وبالأخص جريدة الأهرام مقالات يكتبها بشكل منتظم.
أحد مقالاته مقالات حول ذو القرنين کوروش کبیر ترجم الی اللغة الفارسیه .